# Маккіттрік (Міссурі)
Маккіттрік (англ. McKittrick) — місто (англ. city) в США, в окрузі Монтгомері штату Міссурі. Населення — 77 осіб (2020).

## Географія
Маккіттрік розташований за координатами 38°44′8″ пн. ш. 91°26′42″ зх. д. / 38.73556° пн. ш. 91.44500° зх. д. (38.735657, -91.444944).  За даними Бюро перепису населення США в 2010 році місто мало площу 0,23 км², уся площа — суходіл.

## Демографія
Згідно з переписом 2010 року, у місті мешкала 61 особа в 28 домогосподарствах у складі 18 родин. Густота населення становила 267 осіб/км².  Було 36 помешкань (158/км²).
Расовий склад населення:
| - 100,0 % — білих |

До двох чи більше рас належало 0,0 %. Частка іспаномовних становила 0,0 % від усіх жителів.
За віковим діапазоном населення розподілялося таким чином: 19,7 % — особи молодші 18 років, 54,1 % — особи у віці 18—64 років, 26,2 % — особи у віці 65 років та старші. Медіана віку мешканця становила 44,5 року. На 100 осіб жіночої статі у місті припадало 84,8 чоловіків;  на 100 жінок у віці від 18 років та старших — 81,5 чоловіків також старших 18 років.
Середній дохід на одне домашнє господарство  становив 38 167 доларів США (медіана — 43 750), а середній дохід на одну сім'ю — 39 596 доларів (медіана — 47 679). За межею бідності перебувало 25,0 % осіб, у тому числі 100,0 % дітей у віці до 18 років та 0,0 % осіб у віці 65 років та старших.
Цивільне працевлаштоване населення становило 34 особи. Основні галузі зайнятості: мистецтво, розваги та відпочинок — 52,9 %, виробництво — 11,8 %, освіта, охорона здоров'я та соціальна допомога — 11,8 %.